# 售卖亭

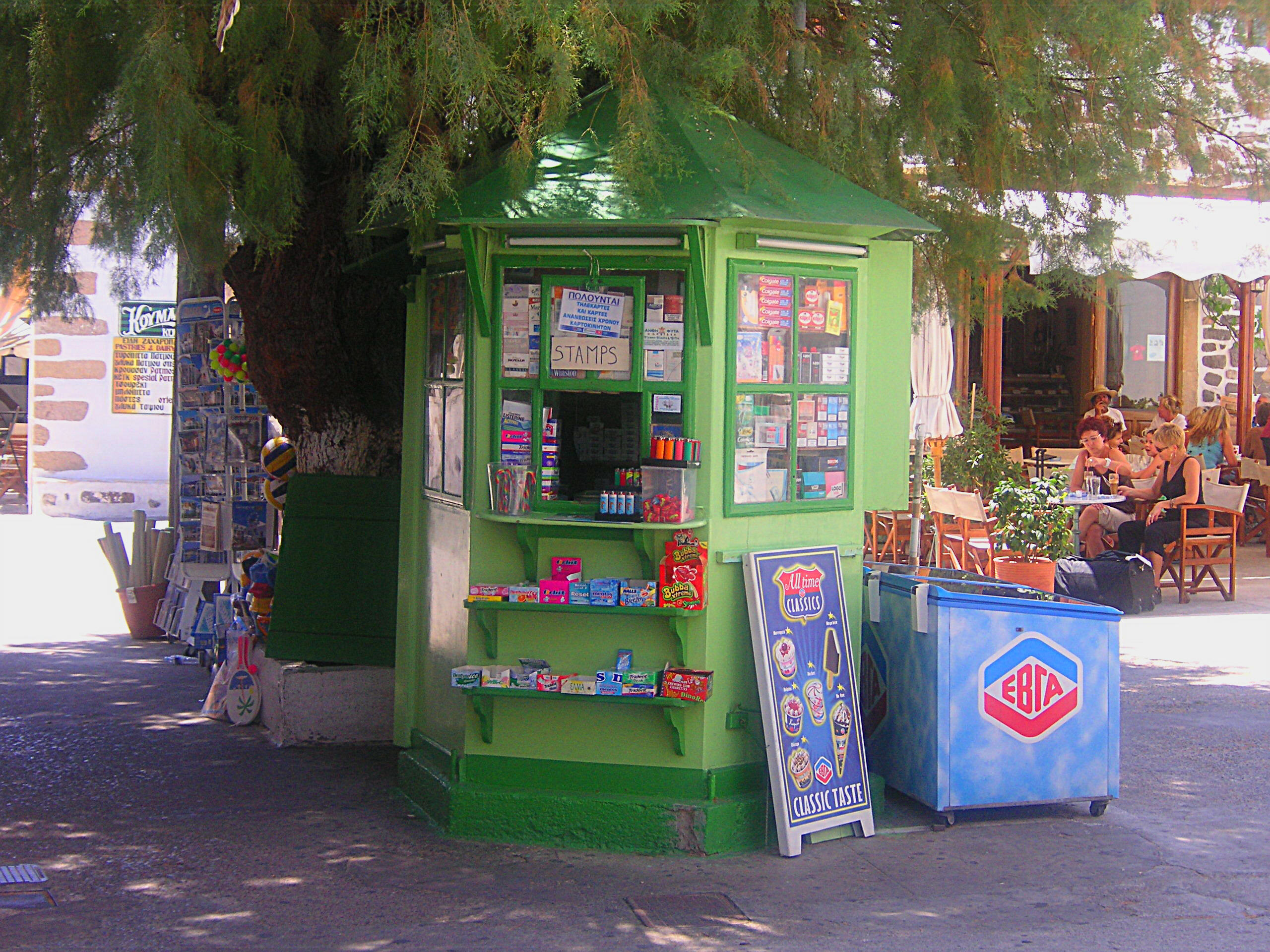
希腊售卖亭

售卖亭是现代商业户外零售空间中一种移动或便捷式展示设施，主要位于商业广场和商业街中。现如今售卖亭也慢慢像是一种商业公共服务设施在各大商圈和商业街展现出各种各样的身姿，为大众提供更为便利的商业服务，各大品牌也建立了自己的售卖亭零售模式。

## 形式多样
售卖亭制作材料及样式上品类繁多，商户可以根据自己的零售模式和商品类型自行选择。其优点在于制作简单，便于移动，同时功能齐全在狭小的空间内既有储存区域和展示陈列区，属于流动销售模式，所以深受商户们喜爱。

## 制作要素
在制作售卖亭过程中要把握几点要素，首先要根据商品类型以及销售环境选择售卖亭风格样式以及制作材料。然后使其在有限的空间内发挥其最大使用价值，制作上要考虑存储空间的大小以及要从消费者角度考虑便于参观挑选。最后从销售者自身考虑怎样能顾全整个售卖亭全部区域，使其能方便穿梭其中。